# Montserrat Roura i Massaneda
Montserrat Roura i Massaneda (Riudellots de la Selva, 8 de novembre de 1957) és una política catalana, diputada al Parlament de Catalunya en la IX i X legislatures.

## Biografia
És psicòloga clínica i des del 1978 ha treballat com a funcionària del Departament de Benestar i Família de la Generalitat de Catalunya.
A les eleccions municipals espanyoles de 1979 va tancar la llista de Centristes de Catalunya-UCD a Riudellots de la Selva, sense entrar al consistori.
Essent militant de Convergència Democràtica de Catalunya, a les eleccions municipals espanyoles de 2003 fou escollida alcaldessa de Riudellots de la Selva, càrrec que ha revalidat a les eleccions municipals de 2007, 2011 i 2015.
L'any 2011 va substituir en el seu escó Eudald Casadesús i Barceló, elegit diputat a les eleccions al Parlament de Catalunya de 2010. En febrer de 2013 substituí en el seu escó Santi Vila i Vicente, elegit diputat a les eleccions al Parlament de Catalunya de 2012. El març de 2013 renuncià al seu escó quan fou nomenada directora dels Serveis Territorials de Benestar Social i Família de la Generalitat de Catalunya.